# 仙台白百合学園中学校・高等学校
仙台白百合学園中学・高等学校（せんだいしらゆりがくえんちゅうがく・こうとうがっこう）は、宮城県仙台市泉区紫山に所在し、中高一貫教育を提供する私立女子中学校・高等学校。
高等学校は、文部科学省 スーパーグローバルハイスクール指定校。シャルトル聖パウロ修道女会を母体とするカトリック系のミッションスクールである。仙台白百合学園幼稚園、仙台白百合学園小学校が併設されている。

## 沿革
- 仙台市内の青葉区本町から現在の泉区紫山に移転。跡地はエナジースクエアとなった。

## 制服
中学高校ともに冬は紺、夏は白のセーラー服。鞄、靴下、上履き、体操靴も学校指定となっている。ローファーは黒であればメーカーは自由。

## 交通アクセス
- 仙台市地下鉄泉中央駅から 宮城交通寺岡・紫山経由泉パークタウン車庫前行で15分 白百合学園前下車

## 著名な出身者
- 若合春侑（小説家）
- 犬山紙子（エッセイスト）
- 西舘さをり（タレント）
- 稲葉寿美（フリーアナウンサー）
- 菊地舞美（フリーアナウンサー）
- 赤間有華（アナウンサー）
- 杜けあき（元宝塚歌劇団雪組トップスター）
- 美星帆那（宝塚歌劇団宙組娘役）